# Iglesia de San Demetrio (Boboshevo)
La iglesia de San Demetrio (en búlgaro: Църква Свети Димитър) es una iglesia búlgara que data de la Baja Edad Media, cerca de la ciudad de Boboshevo, provincia de Kyustendil. 

## Ubicación, historia, características arquitectónicas y artísticas.
La iglesia está situada a 4 km de la pequeña ciudad de Boboshevo. Es un pequeño edificio de una nave con una dimensión interna de 4,15 m por 2,66 m y una altura de 5,50 m Tiene un ábside semi-redondo de 1,38 m de ancho y 0,70 m de profundidad. En el lado este, a la izquierda del ábside, hay un nicho semi-redondo (0,45 x 0,52 x 0,37 m) y en el lado norte - uno rectangular (0,20 x 0,20 x 0,25 m).  La entrada está al oeste y tiene 1,85 m de alto y 1,25 m de ancho.  La bóveda es semicilíndrica. Se añadió un nártex en 1864 con entrada al norte y cinco ventanas arqueadas.  El suelo del naos está cubierto con placas de piedra. 
Todo el interior de la iglesia, con excepción del nártex, está cubierto de frescos que son tradicionales para ese tipo de iglesia. Se han aplicado varias tradiciones artísticas; las figuras están en movimiento, los personajes son emocionales y las caras vívidas. Los tonos son oscuros, saturados y armonizados. En la bóveda hay tres medallones: uno, el central, tiene pintado un Cristo con cuatro ángeles. En sus lados, en los dos medallones más pequeños, se encuentran las imágenes de los profetas: Moisés, Aarón, Ezequiel y otros. Debajo de ellos se representan dos filas de escenas: la fila superior incluye las grandes fiestas: el nacimiento, el bautismo, la crucifixión y otros; y una fila inferior con la Pasión de Cristo. En los muros norte y sur de la iglesia bajo la Pasión hay otro friso de medallones que representan a los santos guerreros, los tres hombres en el horno de Babilonia y otros. En la parte inferior de las paredes se representan retratos completos de los santos. En la pared occidental se representa la Asunción de María y debajo de esa escena en los dos lados de la puerta están las imágenes de los santos gobernantes Constantino, Helena y el Arcángel Miguel. 

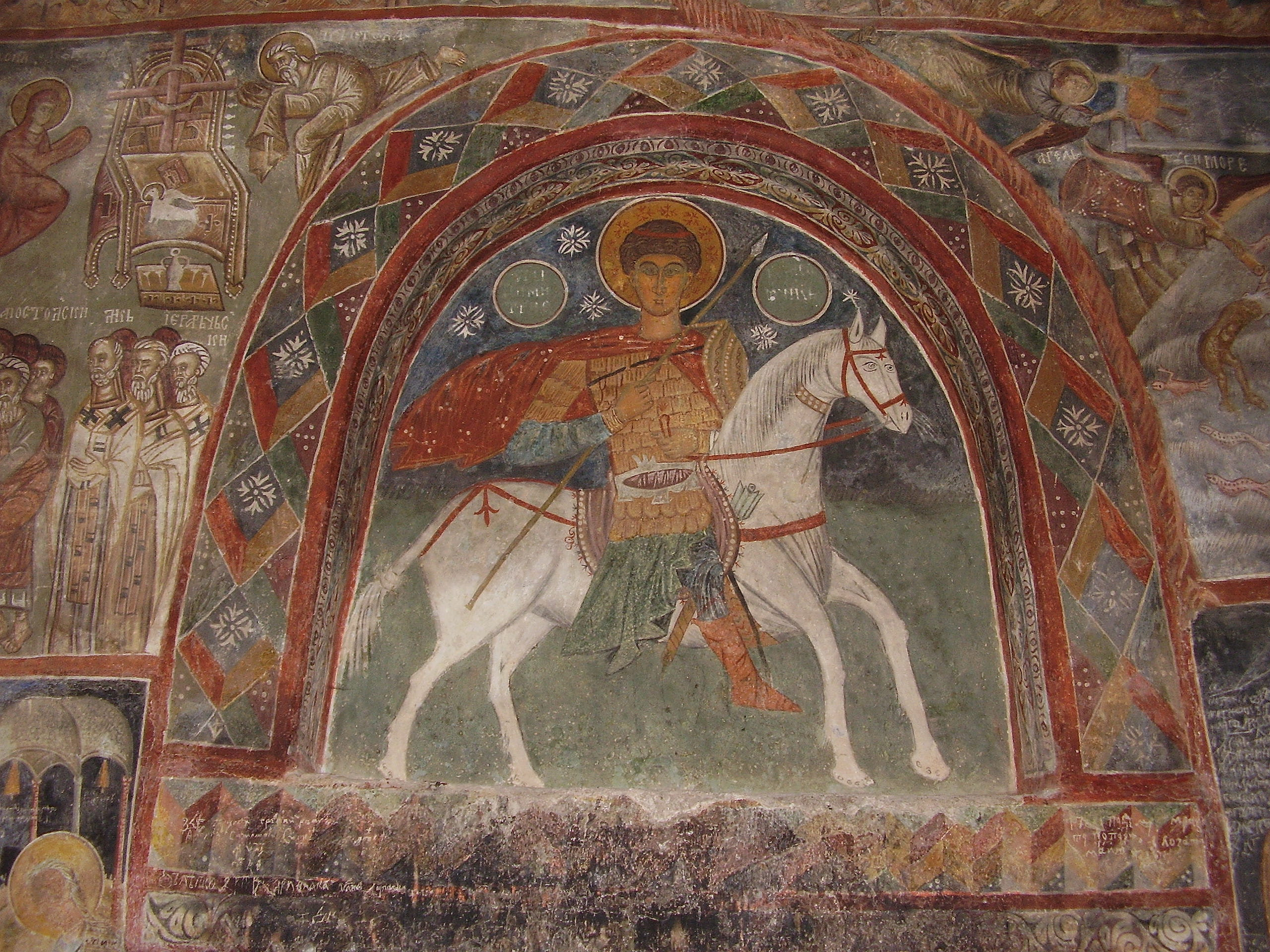
Un fresco del patrón en el nicho.

La iglesia fue construida después de 1481 y los frescos fueron hechos después de 1488 como se ve en la inscripción en la puerta del naos. 
Los íconos en el iconostasio de la iglesia (que datan de 1729) se guardan en la cripta de la catedral de Alejandro Nevsky en Sofía, y parte de los manuscritos del monasterio se conservan en el Museo Eclesiástico de la Historia en la capital. 
La iglesia fue declarada monumento arquitectónico-artístico de la cultura con importancia nacional (DV, es.38 / 1972). 
La iglesia era parte del monasterio medieval de San Demetrio. El monasterio fue establecido en el siglo X y su posición inicial estaba por encima del pueblo de Skrino.  El famoso búlgaro san Juan de Rila se convirtió en monje en ese monasterio. El monasterio fue destruido después de las guerras búlgaro-otomanas y la caída del Segundo Imperio. Fue reconstruido durante el reinado del sultán otomano Bayazid II (1481-1512), pero no en su posición original sino en el sureste cerca de Boboshevo. A lo largo de los siglos siguientes, el monasterio fue un importante centro literario para el pueblo búlgaro.  Después de la Liberación, el monasterio declinó y quedó deshabitado, su dirección fue tomada primero por el Municipio de Boboshevo y luego por los sacerdotes locales. Alrededor de 1930, el monasterio incluía viviendas, cocinas, panaderías, graneros y otros edificios. En ese momento, el monasterio poseía 694 decares de tierra en las laderas orientales de la montaña Ruen, que incluían bosques, pastos, campos, huertos y viñedos. Sólo la iglesia se ha conservado hasta hoy y ha sufrido una restauración integral. 
La iglesia lleva el nombre de San Demetrio de Tesalónica, uno de los santos ortodoxos orientales más importantes nacidos en el siglo III en la ciudad de Solun. 

## Literatura
- Grabar, Andre - La peinture religieuse en Bulgarie (Религиозната живопис в България), изд .: Libraire orientaliste Paul Geuthner, Paris, 1928, 450 с., Стр.306-332.
- Маринов, Димитър. - Руенски или Бобошевски манастир св.Димитър - "Народен страж", 1928 г., бр.17
- Кепов, Иван - Миналото и сегашно на Бобошево. 1935, 288 с., С.170 и сл .;
- Марди, В. - Бабикова - Научно мотивирано предложение за обявяване на църквата "Св. София, 1969 г., 20 с.  Архив НИПК;
- Дремсизова-Нелчинова, Цв. и Слокоска, Л. - Археологически паметници от Кюстендилски окръг, София, 1978 г., с.13;
- Енциклопедичен речник КЮСТЕНДИЛ А-Я, София, 1988 г., изд.БАН, с.588;
- Гергова, Ив. - Ранният български иконостас 16-18 в., София, 1993, с.24;
- Станева, р. - Реставрация на църквата "Св.Димитър" в Бобошево, В: Проблеми на изкуството. 2005, кн.3, с.37-46;
- Ангелов, Светозар - Бобошевският манастир "Св.  Димитър ", В   : Църкви и манастири от Югозападна България през XV- XVІІ в., София, ;СВП и
- Заедно по свещените места на планината Осогово. Пътеводител, София, 2008 г., изд.РИМ - Кюстендил, печат.Дийор Принт ООД, с.102-104;

## Galería

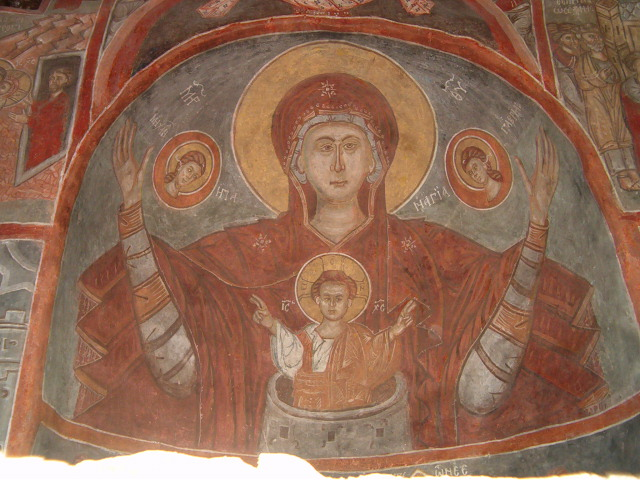
Virgen María - Fresco
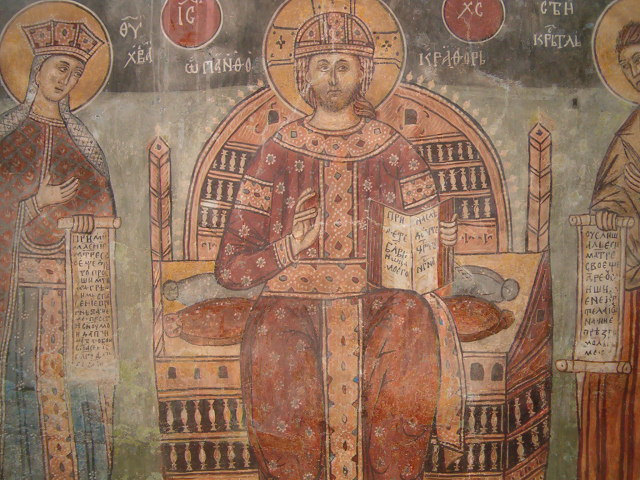
Cristo Pantocrator - fresco
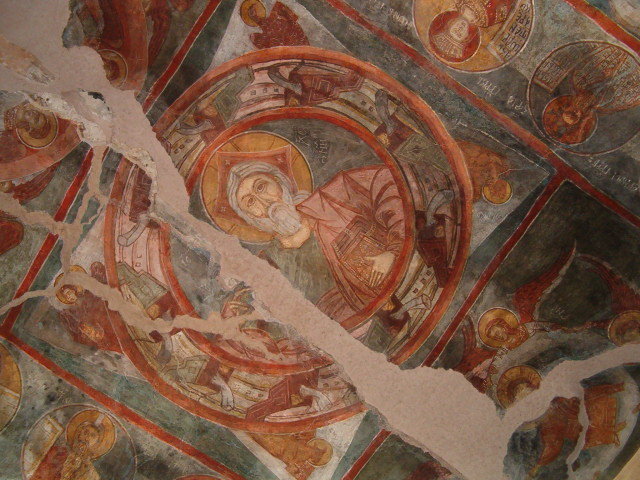
Cristo - fresco
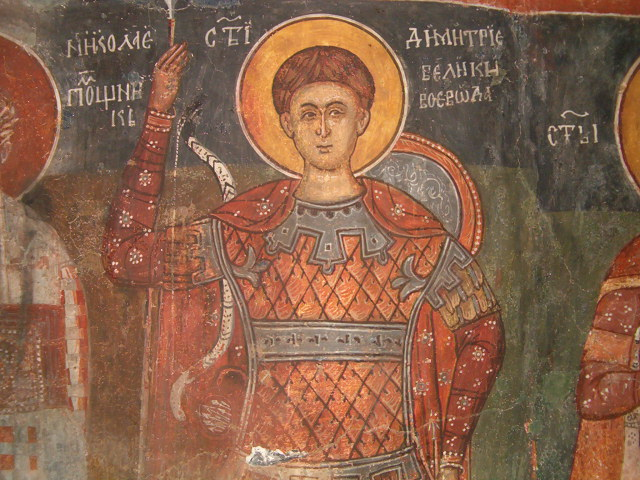
San Demetrio - fresco